# Arrondissement Tulle
Tulle is een arrondissement van het Franse departement Corrèze in de regio Nouvelle-Aquitaine. De onderprefectuur is Tulle.

## Kantons
Het arrondissement was tot 2014 samengesteld uit de volgende kantons:
- Kanton Argentat
- Kanton Corrèze
- Kanton Égletons
- Kanton Lapleau
- Kanton Mercœur
- Kanton La Roche-Canillac
- Kanton Saint-Privat
- Kanton Seilhac
- Kanton Treignac
- Kanton Tulle-Campagne-Nord
- Kanton Tulle-Campagne-Sud
- Kanton Tulle-Urbain-Nord
- Kanton Tulle-Urbain-Sud
- Kanton Uzerche

Na de herindeling van de kantons bij decreet van 24 februari 2014, met uitwerking op 22 maart 2015, zijn dat:
- Kanton Argentat-sur-Dordogne
- Kanton Égletons
- Kanton Haute-Dordogne   ( deel 2/27 )
- Kanton Midi Corrézien   ( deel 1/34 )
- Kanton Naves
- Kanton Sainte-Fortunade
- Kanton Seilhac-Monédières
- Kanton Tulle
- Kanton Uzerche        ( deel 9/21 )